# Self Hell
Self Hell è il sesto album in studio del gruppo musicale britannico While She Sleeps, pubblicato nel 2024.

## Tracce
1. Peace of Mind – 1:20
2. Leave Me Alone – 3:35
3. Rainbows – 4:22
4. Self Hell – 4:39
5. Wildfire – 3:05
6. No Feeling Is Final (featuring Aether) – 3:13
7. Dopesick (featuring Fin Power of Stone) – 4:28
8. Down (featuring Alex Taylor) – 3:54
9. To the Flowers – 5:03
10. Out of the Blue – 3:00
11. Enemy Mentality – 4:13
12. Radical Hatred / Radical Love – 4:03

## Formazione
- Lawrence "Loz" Taylor – voce
- Sean Long – chitarra, cori
- Mat Welsh – chitarra, voce, piano
- Aaran McKenzie – basso, cori
- Adam "Sav" Savage – batteria, percussioni